# Рейнджер-7
Рейнджер-7 — американская автоматическая межпланетная станция для изучения Луны; первый американский зонд, передавший на Землю изображения Луны, сделанные с близкого расстояния; первый полностью успешный полёт по программе «Рейнджер». Целью полёта Рейнджера-7 было достижение поверхности Луны и передача чётких фотографий лунной поверхности в последние минуты полёта перед столкновением. Никаких других экспериментов программой полёта не подразумевалось.

## Устройство
Космический аппарат был оборудован шестью телевизионными камерами, из которых две камеры — типа F — обеспечивали полное, а четыре других — типа P — частичное сканирование поверхности. Камеры типа P производили съёмку центральной части участка поверхности, попавшего в поле зрения камер F. Оба комплекта камер были разведены на разные каналы и имели разные источники питания, таймеры, передатчики, чтобы повысить надёжность аппарата и увеличить вероятность получения высококачественных снимков.
Аппарат имел две панели солнечных элементов и две серебряно-цинковые батареи, поддерживавшие его работу в течение 9 часов.

## Полёт
Аппарат был запущен 28 июля 1964 года со стартового комплекса 12 базы ВВС США на мысе Канаверал, который в то время носил имя мыс Кеннеди. При запуске он имел имя Ranger В и был переименован в Рейнджер-7 после выхода на траекторию полёта к Луне. 31 июля в 13 часов 8 минут 39 сек. начали свою работу камеры, сначала F, затем P. Меньше чем через двадцать минут в 13 часов 25 минут 49 сек. аппарат упал в точку с лунными координатами ~ 10,35° ю.ш. 20,60° з.д, в области между Морем Облаков и Океаном Бурь, впоследствии названной Море Познанное.
Первое изображение, отправленное аппаратом, было сделано на высоте 2110 км, последнее имеет разрешение 0,5 метра. Всего за последние 17 минут полета были переданы 4308 фотографий высокого качества.

## Галерея

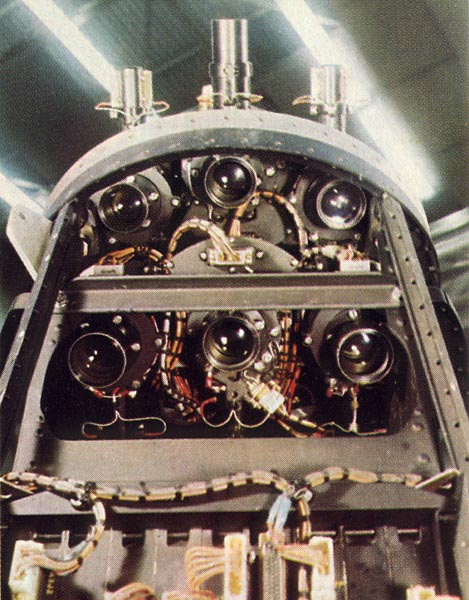
Система камер Ranger Block III («Рейнджер-6, 7, 8, 9»).
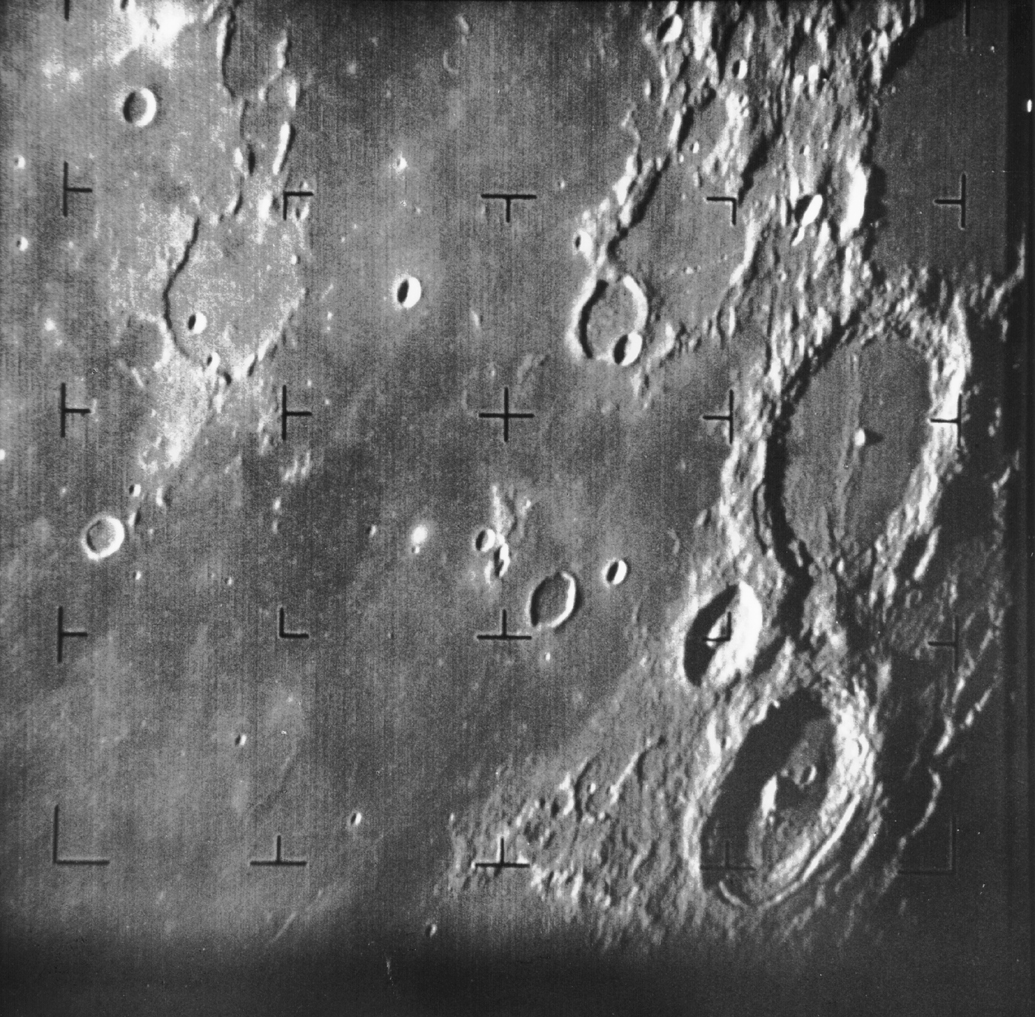
Первое изображение, отправленное «Рейнджером-7».
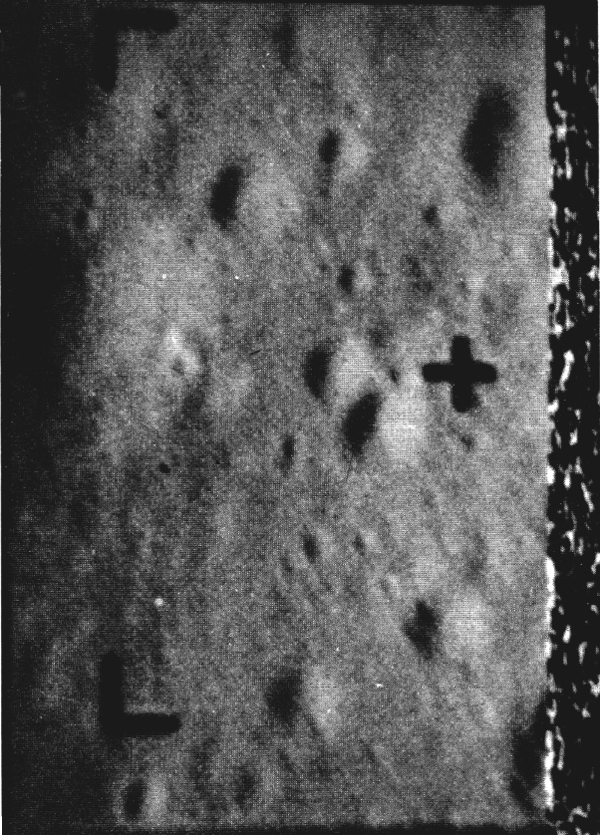
Последнее переданное изображение.